# Motortralla
Motortralla är ett motordrivet järnvägsfordon avsett för person- eller materialtransport eller underhållsarbeten på järnväg eller spårväg. En motortralla är i praktiken en motordressin med flak direkt hopbyggt med själva hytten. En motortralla kan också vara en specialbyggd lastbil försedd enbart med järnvägshjul.
Det vanligaste arbetsfordonet kallas för motortralla och är ett flexibelt fordon där man kan montera av och på hjälpmedel som gör det till snöplog, spårrensare eller snösop.